# Marc Depaepe
Marc Depaepe (Kortrijk, 3 februari 1953) is hoogleraar pedagogische wetenschappen aan de KU Leuven en van 2013 tot 2017 vicerector en campusrector van de Kulak, de Kortrijkse campus.

## Levensloop
Hij volgde het lager middelbaar onderwijs aan het Sint-Amandscollege (zuid) in Kortrijk en het hoger middelbaar onderwijs aan het Sint-Jozefsinstituut in Torhout. Aan de KU-Leuven promoveerde hij tot master (1977) en doctor (1982) in de pedagogische wetenschappen, met een speciaal doctoraat (1989) in dit domein. Hij werd navorser bij het Nationaal Fonds voor Wetenschappelijk Onderzoek.
In 1996 werd hij gewoon hoogleraar aan de faculteit psychologie en pedagogische wetenschappen aan de KU Leuven en vanaf 2004 aan de Kulak.
Zijn onderzoek richtte zich op volgende thema's:
- Theorie, methodologie en historiografie van de "historische pedagogiek" als wetenschappelijke discipline zowel als opleidingsonderdeel in curricula.
- Internationaal georiënteerde wetenschapsgeschiedenis van de (psycho-)pedagogiek.
- Geschiedenis van opvoeding, onderwijs en vorming (en dito beleid) in België (met nadruk op de basisschool).
- Geschiedenis van het koloniale en postkoloniale onderwijs in Afrika (met nadruk op de situatie in de D.R. Congo).
- Geschiedenis van interculturele relaties in opvoeding en onderwijs.

Wat betreft de specialiteit historische pedagogiek doceerde hij Modern Educational Systems in Leuven en Geschiedenis van gedragswetenschappen en Geschiedenis van opvoeding, onderwijs en vorming in Kortrijk.
Van 1 augustus 2013 tot 31 juli 2017 (niet verlengbaar vanwege de leeftijdsgrens) was hij vicerector van de KU Leuven en campusrector van de Kulak. Hij werd tevens academisch beheerder van KU Leuven voor de campussen Brugge en Oostende. 
Hij was actief in tal van wetenschappelijke organisaties, onder meer
- hoofdredacteur van het tijdschrift 'Paedagogica Historica: International Journal for the History of Education' (lid van de redactie sinds 1990);
- bestuurder van de 'International Academy of Education';
- voorzitter van de International Standing Conference on the History of Education (ISCHE), 1991-1994.[1]

## Publicaties

### Boeken
- On the Relationship of Theory and History in Pedagogy. An introduction to the West German discussion on the significance of the history of education (1950-1980), Leuven, Universitaire Pers, 1983.
- Meten om beter te weten? Geschiedenis van de experimenteelwetenschappelijke richting in de Westerse pedagogiek vanaf het einde van de 19de eeuw tot aan de Tweede Wereldoorlog (speciale doctoraatsthesis), Leuven, Afdeling Historische Pedagogiek, 1989.
- (m.m.v. R. LEFEBVRE & ZANA AZIZA ETEMBALA) "Tot Glorie van God en tot Zaligheid der Zielen". Brieven van Moeder Marie Adonia Depaepe over haar leven en werk als Zuster van Liefde in Belgisch Kongo (1909-1961), Antwerpen, Standaard Uitgeverij, 1992).
- Zum Wohl des Kindes? Pädologie, pädagogische Psychologie und experimentelle pädagogik in Europa und den USA, 1890-1940, Leuven, University Publications en Weinheim, Deutscher Studien Verlag, 1993.
- De pedagogisering achterna. Aanzet tot een genealogie van de pedagogische mentaliteit in de voorbije 250 jaar, Leuven/Amersfoort, Acco, 1998, 1999, 2000, 2002, 2003, 2004.
- Gesplitst of gespleten? De kloof tussen wetenschappelijke en praktische kennis over opvoeding en onderwijs, Leuven/Leusden, Acco, 2002.
- Vieja y nueva historia de la educación. Ensayos criticos , Barcelona, Octaedro, 2006.
- Sobre las relaciones de la teoría y la historia de la pedagogia. Una introducción al debate en Alemania Occidental sobre la relevancia de la Historia de la Educación (1950-1980), Presentación de Juan Sáez y José Garcia Molina, Valencia, Nau Llibres, 2007.
- Between Educationalization and Appropriation. Selected Writings on the History of Modern Educational Systems, With a Foreword by Marc Vervenne, Leuven, University Press, 2012.
- Daarnaast heel wat publicaties in samenwerking met andere auteurs.

### Bijdragen in boeken
- L'Apport de l'histoire de l'éducation à la définition des politiques éducatives. Quelques réflexions méthodologiques, in: W. FRIJHOFF (ed.), L'Offre d'école - The supply of Schooling. Eléments pour une étude comparée des politiques éducatives au dix-neuvième siècle. Parijs, Sorbonne, Institut national de la recherche pédagogique, 1983.
- Het onderwijs (1914-1952), in: M. CLOET (ed., m.m.v. B. JANSSENS de BISTHOVEN & R. BOUDENS), Het bisdom Brugge (1559-1984). Bisschoppen, priesters, gelovigen, Brugge, Westvlaams Verbond van Kringen voor Heemkunde, 1984).
- De Kroonwacht: een jeugdwerk voor meisjes in West-Vlaanderen na de Tweede Wereldoorlog, in: M. DE VROEDE & A. HERMANS (ed.), Vijfig jaar Chiroleven, 1934-1984. Aspecten uit verleden en heden van een jeugdbeweging, Leuven, Universitaire Pers, 1985.
- Gemengde werking in de Chirojeugd. Positiebepaling en verslag van de discussie, in: M. DE VROEDE & A. HERMANS (ed.), Vijfig jaar Chiroleven, 1934-1984, Leuven, Universitaire Pers, 1985.
- Het wetenschappelijk werk van Maurits De Vroede, in: M. DEPAEPE & M. D'HOKER (ed.), Onderwijs, opvoeding en maatschappij in de 19de en 20ste eeuw. Liber Amicorum Prof. Dr. Maurits De Vroede, Leuven/ Amersfoort, Acco, 1987.
- Kunst op school en thuis: een educatief werk in België tijdens de jaren 1905-1914, in: J.J.H. DEKKER, M. D'HOKER, B. KRUITHOF & M. DE VROEDE (ed.), Pedagogisch Werk in de samenleving. De ontwikkeling van professionele opvoeding in Nederland en België in de 19de en 20ste eeuw, Leuven/Amersfoort, Acco, 1987.
- Meumann, Lay en de experimentele pedagogiek: rivaliteit onder psychologen en pedagogen in de opbouw van een nieuwe academische discipline, in: M. DEPAEPE, B.KRUITHOF, B. LEVERING, P. SMEYERS & B. SPIECKER (ed.), Thema's uit de wijsgerige en historische pedagogiek. Vierde landelijke pedagogendag, 27 mei 1989, Pedagogisch Tijdschrift/ Speciale editie, Leuven, Acco, 1989.
- De eeuw van het kind in historisch-pedagogisch perspectief. Theoretische achtergronden en een poging tot evaluatie aan de hand van de ontwikkeling van het pedagogisch klimaat in de kleuterschool, in: H. CAMMAER & E. VERHELLEN (ed.), Onmondig en onvolwassen. De jonge mens in de eeuw van het kind, Leuven/Amersfoort, Acco, 1990.
- International Standing Conference for the History of Education, in: P.CASPARD (ed.), Guide international de la recherche en histoire de l'éducation, Parijs, 1990.
- La pédologie comme base d'un monde meilleur. J. Ioteyko et la science de l'enfant au début du XXe siècle, in: Y. FUMAT, A. GUILLAIN & P.A. SIGAL (ed.), Les enjeux éducatifs. Emergence - permanence - récurrence, Montpellier 1990.
- Von Kirche und Staat: Versäulung als charakteristischer Prozess der belgischen Bildungsgeschichte, in: W. BÖTTCHER, E. LECHNER & W. SCHÖLER (ed.), Innovationen in der Bildungsgeschichte europäischer Länder, Frankfurt a.M./ Berlin/ Bern/New York/ Paris/ Wien, Peter Lang, 1992.
- Experimental Research in Education 1890-1940: historical processes behind the development of a discipline in Western Europe and the United States, in: M. WHITEHEAD (ed.), Education and Europe: Historical and Contemporary Perspectives, Hull, 1992.
- Some Statements About the Nature of the History of Education, in: K. SALIMOVA & E.V. JOHANNINGMEIER (ed.), Why should we teach history of education?, Moscow, The Library of International Academy of Self-Improvement, 1993.
- Rechtspositie, arbeidsvoorwaarden en loopbaanperspectieven, in: M. DEPAEPE, M. DE VROEDE & F. SIMON (ed.), Geen trede meer om op te staan. De maatschappelijke positie van onderwijzers en onderwijzeressen tijdens de voorbije eeuw, Kapellen, Uitgeverij Pelckmans, 1993.
- Kongo, een tweede Vaderland. De kolonie in het onderwijs en het onderwijs in de kolonie (1908-1960), in: Kongo, een tweede Vaderland. De kolonie in het onderwijs en het onderwijs in de kolonie (1908-1960), Ieper, Stedelijk Onderwijsmuseum, 1994.
- 'Normalisatie' of 'normalisering'? Bedenkingen omtrent de (on)verenigbaarheid van een orthopedagogisch én een historisch-pedagogisch concept, in: W. HELLINCKX & B. MAES (ed.), Over de zorg voor personen met een mentale handicap. Orthopedagogische reflecties. Liber Amicorum aangeboden aan Prof. Dr. Marcel Van Walleghem ter gelegenheid van zijn afscheid als hoogleraar aan de Afdeling Orthopedagogiek van de K.U. Leuven, Leuven/Apeldoorn, Garant, 1994.
- De pedagogisering voorbij? 'Lessen' uit de geschiedenis van opvoeding en onderwijs, in: B. RAYMAEKERS & A. VAN DE PUTTE (ed.), Lessen voor de 21ste eeuw, Leuven, Universitaire Pers/ Davidsfonds, 1995.
- International Standing Conference for the History of Education, in: P. CASPARD (ed.), International Guide for Research in the History of Education, Paris, I.N.R.P/ Bern, Peter Lang, 1995.
- An Agenda for the History of Colonial Education, in: A. NOVOA, M. DEPAEPE & E.V. JOHANNINGMEIER (ed.), The Colonial Experience in Education, Gent, C.S.H.P., 1995.
- Conclusion, in: H. GEHRIG (ed.), Pestalozzi in China. International Academic Symposium on the Occasion of the Publication of Johann Heinrich Pestalozzi's Selected Works in Chinese, Zürich, Pestalozzianum, 1995.
- (in het Russisch): Some Statements About the Nature of the History of Education, in: K. SALIMOVA (ed.), History of Education and Teacher Training, Moskva, P.A.O., 1995.
- Cultural tansmission and the history of education, in: J. STURM, J. DEKKER, R. ALDRICH & F. SIMON (ed.), Education and Cultural Transmission. Historical Studies of Continuity and Change in Families, Schooling and Youth Cultures, Gent, 1996.
- La Seconde Guerre Mondiale, un événement pertubateur dans l'histoire linéaire de la "pédagogisation"? / De Tweede Wereldoorlog: spelbreker in een continu verhaal van pedagogisering? in: M. DEPAEPE & D. MARTIN (ed.), La Seconde Guerre Mondiale, une étape dans l'histoire de l'enseignement. Approches d'un domaine méconnu en Belgique/De Tweede Wereldoorlog als factor in de onderwijsgeschiedenis. Verkenningen van een onderbelicht terrein in België, Brussel/Bruxelles, Navorsings- en Studiecentrum voor de Geschiedenis van de Tweede Wereldoorlog, 1997.
- De Vlaamse katholieke pedagogiek en de nationaal-socialistische opvoedingsleer. Een verkennende studie op basis van het Vlaamsch Opvoedkundig Tijdschrift (1919-1955), in: M. DEPAEPE & D. MARTIN (ed.), La Seconde Guerre Mondiale, une étape dans l'histoire de l'enseignement. Approches d'un domaine méconnu en Belgique/De Tweede Wereldoorlog als factor in de onderwijsgeschiedenis. Verkenningen van een onderbelicht terrein in België (Brussel/Bruxelles, Navorsings- en Studiecentrum voor de Geschiedenis van de Tweede Wereldoorlog, 1997.
- Historia de la educación en los años noventa: Una perspectiva comparada, in: K. DE CLERCK & F. SIMON (ed.), Studies in Comparative, International, and Peace Education. Liber Amicorum Henk Van Daele, Gent, C.S.H.P., 1997.
- Ras: categorie of modewoord in de katholieke pedagogiek van het vooroorlogse  Vlaanderen? Enkele preliminaire beschouwingen aan de hand van het Vlaamsch Opvoedkundig Tijdschrift (1919-1955), in: M. BEYEN & G. VANPAEMEL (ed.), Rasechte wetenschap? Het rasbegrip tussen wetenschap en politiek vóór de Tweede Wereldoorlog, Leuven/Amersfoort, Acco, 1998.
- The pedologist Médard Carolus Schuyten: An Insane Positivist or Just a Starry-Eyed Idealist?, in: P. DREWEK & Ch. LÜTH (ed., m.m.v. R. ALDRICH, H. SCHOLTZ, J. SCHRIEWER & H.E. TENORTH), History of Educational Studies. Geschichte der Erziehungswissenschaft. Histoire des Sciences de l'Education, Gent, C.S.H.P., 1998.
- Het rasbegrip in de Vlaamse vooroorlogse pedagogiek. Enkele preliminaire beschouwingen aan de hand van het 'Vlaamsch Opvoedkundig Tijdschrift' (1919-1955), in: B. LEVERING, G. BIESTA & I. WEIJERS (ed.), Thema's uit de wijsgerige en  historische pedagogiek. Bijdragen aan de achtste landelijke pedagogendag, Utrecht, Uitgeverij SWP, 1998.
- Lager onderwijs en Vlaamse Beweging, in: R. DE SCHRYVER, B. DE WEVER, G. DURNEZ, L. GEVERS, P. VAN HEES & M. DE METSENAERE (ed.) Nieuwe Encyclopedie van de Vlaamse Beweging, Tielt, Lannoo, 1998.
- Leo Roels, in: R. DE SCHRYVER, B. DE WEVER, G. DURNEZ, L. GEVERS, P. VAN HEES & M. DE METSENAERE (ed.) Nieuwe Encyclopedie van de Vlaamse Beweging, Tielt, Lannoo, 1998.
- La recherche expérimentale en éducation de 1890 à 1940: les processus historiques sous-jacents au développement d'une discipline en Europe de l'Ouest et aux États Unis, in: R. HOFSTETTER & B. SCHNEUWLY (ed.), Le pari des sciences de l'éducation, Paris/Bruxelles, De Boeck Université, 1999.
- Experimentelle Pädagogik, Reformpädagogik und pädagogische Praxis. Überlegungen über ihre wechselseitigen Beziehungen, dargestellt am Beispiel der Versuchsschulen von Jozef Emiel Verheyen in Zaventem und Gent (1923-1940), in: J. OELKERS & F. STERWALDER (ed.), Die neue Erziehung. Beiträge zur Internationalität der Reformpädagogik, Bern, etc., Peter Lang, 1999.
- De school als grondslag van de moderne maatschappij, in: Museumgids van het Stedelijk Onderwijsmuseum te Ieper, Ieper, Stedelijke Musea, 1999.
- L’Ecole, fondement de la société moderne, in: Guide du Musée Municipal de ’Enseigenemnt à Ypres, Ieper, Stedelijke Musea, 1999.
- The school, cornerstone of modern society, in: Guide of the Municipal Education Museum of Ypres, Ieper, Stedelijke Musea, 1999.
- De opleiding voor leerkrachten van het lager onderwijs: historisch perspectief, in: Honderdvijftig jaar Onderwijzersopleiding Tielt 1849-1999, Tielt, KATHO-Katholieke Hogeschool Zuid-West-Vlaanderen, 2000.
- Naschrift van een onderzoeker van het pedagogisch verleden, in: Honderdvijftig jaar Onderwijzersopleiding Tielt 1849-1999, Tielt, KATHO-Katholieke Hogeschool Zuid-West-Vlaanderen, 2000.
- Demythologizing the Educational Past. An endless task in history of education, in: R. LOWE (ed.), History of Education: Major Themes, vol. I: Debates in the History of Education, London/New York, Routledge.
- "Grootbrengen door kleinhouden". Over de historische en pedagogische betekenis van een bestseller uit de Nederlandse pedagogische historiografie, in: J.J.H. DEKKER & B. LEVERING. (ed.), Het grote Dasberg-debat, Amsterdam, Boom, 2000.
- De Pedagogiek, in: R. HALLEUX, J. VANDERSMISSEN, A. DESPYMEYER & G. VANPAEMEL (ed.), Geschiedenis van de wetenschappen in België 1815-2000, Brussel/Doornik, Dexia/La Renaissance du livre, 2001.
- La pédagogie, in: R. HALLEUX, J. VANDERSMISSEN, A. DESPYMEYER & G. VANPAEMEL (ed.), Histoire des sciences en Belgique 1815-2000, Bruxelles/Tournai, Dexia/La Renaissance du livre, 2001.
- (in het Chinees) The Nature of the History of Education in: K. SALIMOVA (ed.), Dangdai Jiaoyushi Yanjiu Yu Jiaoxue De Zhuyao Qushi [=Why Should We Teach History of Education?], Beijing, 2001.
- De markt van het kind. Over de medicalisering van opvoeding en onderwijs, in: L. NYS, H. DE SMAELE, J. TOLLEBEEK & K. WILS (ed.), De zieke natie. medicalisering van de samenleving 1860-1914, Groningen, Historische Uitgeverij, 2002.
- Etude des manuels et chansons scolaires dans la perspective de l'histoire de l'éducation coloniale - une introduction, in: M. DEPAEPE, J. BRIFFAERTS, P. KITA, K. MASANDI & H. VINCK, Manuels et chansons scolaires au Congo Belge, Leuven, University Press, 2003.
- Paralléllisme belgo-congolais dans l’histoire de l’enseignement, in: P. KITA, K. MASANDI & M. DEPAEPE, La chanson scolaire au Congo Belge. Anthologie (préface de Filip De Boeck), Paris, L'Harmattan, 2004.
- Europa als voorwerp van historisch-pedagogisch onderzoek, in: M. D'HOKER & M. DEPAEPE (ed.), Op Eigen Vleugels. Liber Amicorum Prof. dr. An Hermans, Antwerpen/Apeldoorn, Garant, 2004.
- (in het Russisch) An Uncompleted Symphony: Fradkin's study of pedology in East and West, in: Commemorative Book on Felix Fradkin], Vladímir, 2004.
- Geen ambacht zonder werktuigen. Reflecties over de conceptuele omgang met het pedagogisch verleden, in: M. DEPAEPE, F. SIMON & A. VAN GORP (ed.), Paradoxen van pedagogisering. Handboek pedagogische historiografie (Leuven/Voorburg, Acco, 2005.
- Praktijkgerichte theorie versus theoriegerichte praktijk: een “historische” paradox in de pedagogiek, in: M. DEPAEPE, F. SIMON & A. VAN GORP (ed.), Paradoxen van pedagogisering. Handboek pedagogische historiografie, Leuven/Voorburg, Acco, 2005.
- (in het Grieks) La recherche expérimentale en éducation de 1890 à 1940: les processus historiques sous-jacents au développement d'une discipline en Europe de l'Ouest et aux Etats-Unis, in: R. HOFSTETTER & B. SCHNEUWLY (ed.), [Le pari des sciences de l'éducation], Athena, Metaixmio, 2005.
- Jenseits der Grenzen einer “neuen” Kulturgeschichte der Erziehung? Über die Paradoxien der Pädagogisierung, in: R. CASALE, D. TRÖHLER & J. OELKERS (ed.), Methoden und Kontexte. Historiographische Probleme der Bildungsforschung, Göttingen, Wallstein Verlag, 2006.
- Die Reckahner Pastorale als postmoderne Fabel – Betrachtungen zur Rolle “grosser Denker” in der pädagogischen Historiografie, in: D. TRÖHLER, R. HORLACHER & H. SCHMITT (ed.), Pädagogische Volksaufklärung im 18. Jahrhundert im europäischen Kontext: Rochow und Pestalozzi im Vergleich, Bern/Stuttgart/Wien, Haupt Verlag, 2007.
- Pedagogische historiografie in het kwadraat. Beschouwingen over de ‘educatieve biografie’ van emeritus Mark D’hoker in relatie tot het vak ‘historische pedagogiek’, in: M. DEPAEPE, B. HENKENS, M. LEON & A. VAN GORP (ed.), “Over het mooie en het nuttige”. Bijdragen over de geschiedenis van onderwijs en opvoeding. Liber Amicorum aangeboden aan Mark D’hoker, Antwerpen/Apeldoorn, Garant, 2008.
- Perspectiva histórica de la continuidad y el cambio en la historia de la escuela: ¿una paradoja básica de la “nueva” historia cultural de la educación?, in: J. MAINER (ed.), Pensar críticamente la educación escolar. Perspectivas y ontroversias historiográficas, Zaragoza, Prensas Universitarias de Zaragoza, 2008.
- Stand und Probleme der Historiographie der empirischen Erziehungswissenschaft. Metareflexionen über eine zwanzig Jahre alte Forschung als Einführung in die Tagung “Geschichte der empirischen Pädagogik / Erziehungswissenschaft”, in: C. RITZI & U. WIEGMANN (ed.), Beobachten, Messen, Experimentieren. Beiträge zur Geschichte der empirischen Pädagogik, Bad Heilbrunn, Klinkhardt, 2010.
- Utbildningshistoria som forskningsområde. Några historiografiska, teoretiska och metodologiska synpunkter [History of education as a discipline. Some historiographical, theoretical, and methodological notes], in: E. LARSSON & J. WESTBERG (ed.), Utbildningens sociala och kulturella historia. Meddelanden från den fjärde nordiska utbildningshistoriska konferensen, Uppsala: Uppsala University, 2010.
- Forschung zur Geschichte und Entwicklung des Lehrerberufs: ein Plädoyer für mehr Theorie in der pädagogischen Historiographie, in: E. TERHART, H. BENNEWITZ & M. ROTHLAND (ed.), Handbuch der Forschung zum Lehrerberuf, Münster, New York, München, Berlin, Waxmann, 2010.
- Dazzling Statistics? On the university expansion in Flanders and the need for research into the history of education that transcends quantifying sociology, in: P. SMEYERS & M. DEPAEPE (ed.), Educational Research: The Ethics and Aesthetics of Statistics, Dordrecht, Springer, 2010.
- Sometimes a little distance is needed to see what really happened. The study of the Belgian educational policy in Congo as an example of the critical vigour of colonial history of education, in: C. AUBRY, M. GEISS, V. MAGYAR-HAAS & D. MILLER (ed.), Positionierungen. Zum Verhältnis von Wissenschaft, Pädagogik und Politik, Weinheim/Basel, Beltz Juventa, 2012.
- Qualities of Irrelevance? History of Education in the Training of Teachers, in: J. E. LARSEN (ed.), Knowledge, Politics and the History of Education, Münster, LIT-Verlag, 2012.
- Struggling with the Historical Attractiveness of Psychology for Educational Research. Illustrated by the Case of Nazi Germany, in: P. SMEYERS & M. DEPAEPE (ed.), Educational Research: The Attraction of Psychology, Dordrecht, Springer, 2012.
- Studying the history of education with textbooks: some reflections from our own research experiences, in: M. BERRÉ, F. BRASSEUR, C. GOBEAUX & R. PLISNIER avec la collaboration de B. BOUCHET (ed.), Les manuels scolaires dans l’histoire de l’éducation : un enjeu patrimonial et scientifique, Mons, CIPA, 2013).
- Sous le signe du paternalisme: les politiques éducatives des Belges au Congo (1908-1960), in: B. FALAIZE, C. HEIMBERG & O. LOUBES (ed.), L’école et la nation. Actes du séminaire scientifique international, Lyon, Barcelone, Paris, 2010.
- Writing Histories of Congolese Colonial Education: An Historiographical View form Leuven, in: B. BAGCHI, E. FUCHS & K. ROUSMANIERE (ed.), Connecting Histories of Education. Transnational and CrossCultural Exchanges in (Post-)Colonial Education, New York/Oxford, Berghahn, 2014.
- Over de maatschappelijke kracht van opvoeding en onderwijs, in: K. FEYAERTS, G. BRôNE K. CLAES, B. MEEX, S. SCHOONJANS & J. VRANJES (ed).,Het leven zoals het is: Luk Draye. Liber Amicorum hem aangeboden ter gelegenheid van zijn emeritaat, Leuven, Peeters, 2015.
- Talrijke bijdragen in samenwerking met andere auteurs.

### Artikels
Talrijke bijdragen in wetenschappelijke tijdschriften, vanaf 1978, hetzij op eigen naam, hetzij samen met andere auteurs.
- De historische pedagogiek en haar methodologische problemen, in: Pedagogisch Tijdschrift Forum voor Opvoedkunde, 1978.
- De conceptie van de klassikale volksschool in Nederland, begin 19de eeuw, in:  Pedagogische Studiën. Tijdschrift voor onderwijskunde en opvoedkunde, 1978.
- Educational psychology in the United States and Germany during the interwar period, Sartonlezing 1994, Rijksuniversiteit Gent, 1994.
- La mastérisation de la formation des instituteurs – une occasion pour repenser la perspective historique, Le langage et l’homme, in: Revue didactique du français, 2013.

## Eerbetoon
- Depaepe is doctor honoris causa van de Universiteit van Letland (University of Latvia) in Riga (2015).
- In 1993-1994 werd hem de Sartonmedaille toegekend in de Rijksuniversiteit Gent.[2]

## Privé
Marc Depaepe is gehuwd. Ze hebben samen 2 dochters en 5 kleinkinderen.